# Wiertiep
Wiertiep (ros. Вертеп) – wieś (dieriewnia) w Rosji, w Republice Komi, w rejonie iżemskim. W 2010 liczyła 600 mieszkańców.